# Hit Me Hard and Soft
Hit Me Hard and Soft (en español: «Golpéame duro y suave») es el tercer álbum de estudio de la cantautora estadounidense Billie Eilish, lanzado el 17 de mayo de 2024 a través de Darkroom e Interscope Records. Es su primer álbum de estudio desde Happier Than Ever de 2021. Eilish coescribió Hit Me Hard and Soft con su hermano y colaborador frecuente Finneas, quien también produjo el álbum.
El álbum recibió elogios de la crítica, la mayoría de los cuales alabaron la composición y la producción. Encabezó las listas en más de 20 países, incluyendo Australia, Canadá, Alemania, Irlanda, Nueva Zelanda y el Reino Unido. En Estados Unidos, Hit Me Hard and Soft debutó en el número dos del Billboard 200, y colocó las 10 canciones del álbum en el top 40 del Billboard Hot 100. La canción «Lunch» se lanzó como el sencillo principal simultáneamente. Para la promoción del álbum, Eilish inició la gira Hit Me Hard and Soft: The Tour en septiembre de 2024.

## Antecedentes y grabación
Eilish coescribió y grabó su segundo álbum de estudio en el estudio de grabación de la casa de Finneas O'Connell, ubicado en el sótano de su residencia de Los Ángeles. En horarios semanales, la grabación se llevó a cabo entre abril de 2020 y febrero de 2021, y el dúo trabajó en la lista final de canciones durante la creación del álbum. Dos meses después, la artista anunció el título del álbum a través de sus redes sociales; Happier Than Ever fue lanzado como su segundo álbum de estudio el 30 de julio de 2021. El álbum obtuvo elogios de la crítica y un éxito comercial, lo que hizo que su segundo álbum de estudio llegara al número uno del Billboard 200, también siendo nominado dos veces en la 64.ª edición de los Premios Grammy. Eilish lanzó por sorpresa su segundo extended play Guitar Songs en julio de 2022, que hace referencia a la anulación del caso Roe contra Wade en los Estados Unidos.
Al año siguiente, lanzó «What Was I Made For?» para la banda sonora de la película de comedia fantástica Barbie (2023); se inspiró para escribir la canción después de ver escenas inacabadas de la película durante su producción. Por «What Was I Made For?», ganó el Óscar a la mejor canción original y dos Premios Grammy a la canción del año y a la mejor canción escrita para medios visuales.
En diciembre de 2022, Eilish comenzó a formular ideas para su tercer álbum de estudio con O'Connell. En una entrevista con Zane Lowe para Apple Music, mencionó que esperaba comenzar a escribir el álbum en 2023. Eilish agregó más tarde que el proyecto de su tercer álbum estaba "casi terminado" en The Tonight Show Starring Jimmy Fallon en diciembre de 2023. Tres meses después, confirmó que el próximo álbum fue masterizado.
La portada del álbum muestra a Eilish cayendo a través del marco de una puerta hacia agua azul oscura. Fue fotografiada por el fotógrafo submarino William Drumm, y la sesión tardó 6 horas en completarse. Eilish la describió como una de las experiencias más dolorosas de su vida.

## Promoción y lanzamiento
Varios artículos de noticias informaron sobre vallas publicitarias que mostraban fragmentos de letras del álbum que aparecieron en varias ciudades de Australia, el Reino Unido y los Estados Unidos en abril de 2024; aunque no mencionaban el nombre del artista, se reconoció su firma "blohsh". Las vallas publicitarias promocionales mostraban letras crípticas, como "She's the headlights I'm the deer" (Ella es los faros, yo soy el ciervo) o "Did I cross the line?" (¿Crucé la línea?). Posteriormente, Eilish cambió su foto de perfil a un "círculo azul" y compartió otra imagen con el título "Do you know how to bend?" (¿Sabes cómo doblarte?). Eilish añadió a sus seguidores a una función de Instagram que permite a cuentas limitadas ver historias exclusivas, llamada 'close friends'. La publicación mostraba una imagen "lo-fi" de la mano de la artista, y una imagen de su nuevo tatuaje en el abdomen. El 29 de abril de 2024, Eilish anunció la gira Hit Me Hard and Soft: The Tour en apoyo del álbum. La gira está programada para comenzar el 29 de septiembre de 2024, en el Centro Vidéotron en Quebec, Canadá.
Eilish presentó las canciones «Lunch», «L'Amour de ma vie» y «Chihiro» durante un set de DJ sorpresa en Coachella el 13 de abril de 2024. En una entrevista publicada el 24 de abril, le dijo a Rolling Stone que no lanzaría sencillos antes del lanzamiento del álbum. Explicó que no le gustan los sencillos de los álbumes porque "realmente no le gusta cuando las cosas están fuera de contexto" y comparó Hit Me Hard and Soft con "una familia", agregando que no "quiere a un niño pequeño solo en medio de la habitación". En mayo, una vista previa de «Chihiro» se presentó en un tráiler de Fortnite que revelaba el segundo atuendo del juego de Eilish. La canción también estará disponible como una "Jam Track" para usar en el modo Festival de Fortnite. Además, un fragmento de «Birds of a Feather» se presentó en un clip promocional para la tercera temporada de la serie de Netflix Heartstopper. El 15 de mayo, Eilish realizó un evento de escucha para sus fans en el Barclays Center en Brooklyn, donde estrenó el álbum en su totalidad.
Hit Me Hard and Soft fue lanzado el 17 de mayo de 2024. El álbum estuvo disponible en formato casete, CD, descarga digital, streaming y disco de vinilo. «Lunch» se lanzó como el sencillo principal junto con el lanzamiento del álbum, y se envió a las estaciones de radio italianas el mismo día. Una versión extendida de «L'Amour de Ma Vie» se lanzó como sencillo promocional el 22 de mayo de 2024. El 19 y el 22 de mayo, Eilish lanzó para descarga digital las ediciones del álbum con voces aisladas, ralentizadas y con reverberación, y aceleradas, respectivamente.

## Recepción

### Recepción crítica
En Metacritic, que asigna una puntuación normalizada de 100 a las calificaciones de publicaciones profesionales, Hit Me Hard and Soft recibió una puntuación media ponderada de 89, basada en veintidós reseñas, lo que indica "aclamación universal". En una reseña de cinco estrellas, Helen Brown de The Independent elogió cómo el álbum "susurra a través de un maravilloso laberinto de música para entregar algunos grandes golpes emocionales". Neil McCormick de The Telegraph estuvo de acuerdo en su propia evaluación de cinco estrellas, opinando que la "obra maestra del desamor" es "rica, extraña, inteligente, triste y lo suficientemente sabia" para compararse con Blue de Joni Mitchell (1971).
Escribiendo para The Guardian, Alexis Petridis amó las "hermosas" melodías y los "distintivos" toques líricos de Hit Me Hard and Soft, pero se preguntó si algunos de sus elementos podrían ser "un poco demasiado opacos" para su propio bien. Thomas Smith de NME sintió que, aunque Eilish escribió el álbum para sí misma, creó un disco que "resonará más" que cualquier cosa que haya hecho antes.

### Recibimiento comercial
El día de su lanzamiento, Hit Me Hard and Soft recibió 72.7 millones de reproducciones en Spotify a nivel mundial, convirtiéndose en su mayor debut en la plataforma.

#### Estados Unidos
Hit Me Hard and Soft debutó en el número dos de la Billboard 200 con 339,000 unidades equivalentes a álbumes vendidas en su primera semana, de las cuales 191,000 fueron ventas puras de álbumes. A pesar de no haber debutado en el número uno de la lista a diferencia de sus dos álbumes de estudio anteriores; marcó la mayor cantidad de unidades en la semana debut para Eilish en los Estados Unidos, así como su mayor cantidad de ventas puras. Las diez canciones del álbum debutaron en el top 40 del Billboard Hot 100. Una supuesta competencia entre Eilish y Taylor Swift por el primer lugar en la Billboard 200 fue objeto de mucha cobertura mediática; The Tortured Poets Department (2024) de Swift se mantuvo en el primer puesto por quinta semana consecutiva.

#### Internacionalmente
En el Reino Unido, Hit Me Hard and Soft debutó en el número uno de la Official Albums Chart con 67,100 unidades equivalentes a álbumes, siendo su mayor semana debut en el país, superando a su álbum debut, When We All Fall Asleep, Where Do We Go?, que debutó con 48,400 unidades equivalentes a álbumes en 2019. También marca la segunda mayor primera semana para cualquier álbum en el Reino Unido en 2024.
En Alemania, el álbum debutó en la cima de la lista de álbumes de Alemania, convirtiéndose en el segundo álbum número uno de Eilish en el país desde que Happier Than Ever encabezó la lista en 2021. En Australia, Hit Me Hard and Soft debutó en el primer lugar de la ARIA Charts, siendo su tercer álbum consecutivo en conseguirlo. En Francia, entró en el número uno de la lista de álbumes de SNEP de Francia con 27,710 unidades, convirtiéndose en su segundo álbum número uno en Francia.
En Brasil, las diez canciones de Hit Me Hard and Soft debutaron en el Billboard Brasil Hot 100.

### Premios y nominaciones
| Año  | Premio                   | Categoría                   | Resultado | Ref.   |
| ---- | ------------------------ | --------------------------- | --------- | ------ |
| 2024 | Los 40 Music Awards      | Mejor álbum internacional   | Nominado  | [ 49 ] |
| 2024 | Premios ARIA             | Mejor artista internacional | Nominado  | [ 50 ] |
| 2025 | Premios Grammy           | Álbum del año               | Nominado  |        |
| 2025 | Premios Grammy           | Mejor álbum de pop vocal    | Nominado  |        |
| 2025 | GLAAD Media Awards       | Artista musical destacado   | Nominado  |        |
| 2025 | iHeartRadio Music Awards | Álbum del año               | Ganador   |        |
| 2025 | Premios American Music   | Álbum del año               | Ganador   |        |
| 2025 | Premios American Music   | Álbum de pop/rock favorito  | Ganador   |        |

## Lista de canciones
Todas las canciones escritas y compuestas por Billie Eilish O'Connell y Finneas O'Connell. Todas las canciones están producidas por Finneas. 
| N.º   | Título               | Duración |  |
| 1.    | «Skinny»             | 3:39     |  |
| 2.    | «Lunch»              | 2:59     |  |
| 3.    | «Chihiro»            | 5:03     |  |
| 4.    | «Birds of a Feather» | 3:30     |  |
| 5.    | «Wildflower»         | 4:21     |  |
| 6.    | «The Greatest»       | 4:53     |  |
| 7.    | «L'Amour De Ma Vie»  | 5:33     |  |
| 8.    | «The Diner»          | 3:06     |  |
| 9.    | «Bittersuite»        | 4:58     |  |
| 10.   | «Blue»               | 5:43     |  |
| 43:45 |                      |          |  |

## Personal
- Billie Eilish – voz principal, teclados, edición vocal
- Finneas O'Connell – bajo, batería, glockenspiel, guitarra, teclados, percusión, programación, sintetizador, voces, producción, ingeniería, ingeniería vocal (todas las pistas); arreglo de cuerdas (pistas 1, 6, 10)
- Dale Becker – masterización, masterización inmersiva
- Aron Forbes – mezcla
- Jon Castelli – mezcla
- Brad Lauchert – ingeniería de mezcla
- Katie Harvey – asistencia de masterización
- Noah McCorkle – asistencia de masterización
- Andrew Yee – violonchelo (pistas 1, 6, 10)
- Andrew Marshall – batería, percusión (pistas 1, 6, 10)
- Nathan Schram – viola (pistas 1, 6, 10)
- Amy Schroeder – violín (pistas 1, 6, 10)
- Domenic Salerni – violín (pistas 1, 6, 10)

## Posicionamiento en listas

### Listas semanales
| Listas (2024)                       | Mejor posición |
| ----------------------------------- | -------------- |
| Alemania (Offizielle Top 100)       | 1              |
| Argentina (CAPIF)                   | 1              |
| Australia (ARIA Albums)             | 1              |
| Austria (Ö3 Austria Top 40)         | 1              |
| Bélgica (Ultratop 200 Flandes)      | 1              |
| Bélgica (Ultratop 200 Valonia)      | 1              |
| Canadá (Billboard)                  | 1              |
| Dinamarca (Track Top-40)            | 1              |
| Escocia (Official Charts)           | 1              |
| España (PROMUSICAE)                 | 1              |
| Estados Unidos (Billboard 200)      | 2              |
| Finlandia (Suomen virallinen lista) | 1              |
| Francia (SNEP)                      | 1              |
| Grecia (IFPI Grecia)                | 9              |
| Hungría (Mahasz)                    | 1              |
| Irlanda (Official Charts)           | 1              |
| Italia (Top 100 Artisti)            | 2              |
| Japón (Japan Hot Albums)            | 15             |
| Lituania (Top 100 Albums)           | 1              |
| Noruega (VG-lista)                  | 1              |
| Polonia (ZPAV)                      | 1              |
| Suecia (Álbumes Top 60)             | 1              |
| Suiza (Schweizer Hitparade)         | 1              |
| Reino Unido (Official Charts)       | 1              |
| República Checa (ČNS IFPI)          | 1              |

## Certificaciones
| País           | Organismo certificador | Certificación | Ventas certificadas | Ref.   |
| -------------- | ---------------------- | ------------- | ------------------- | ------ |
| Alemania       | BVMI                   | Platino       | 150 000             | [ 76 ] |
| Australia      | ARIA                   | 2× Platino    | 140 000             | [ 77 ] |
| Austria        | IFPI Austria           | Platino       | 15 000              | [ 78 ] |
| Bélgica        | BEA                    | 2× Platino    | 40 000              | [ 79 ] |
| Brasil         | Pro-Música Brasil      | Diamante      | 160 000             | [ 80 ] |
| Canadá         | Music Canada           | 3× Platino    | 240 000             | [ 81 ] |
| Dinamarca      | IFPI Dinamarca         | 3× Platino    | 60 000              | [ 82 ] |
| España         | PROMUSICAE             | Platino       | 40 000              | [ 83 ] |
| Estados Unidos | RIAA                   | 2× Platino    | 2 000               | [ 84 ] |
| Francia        | SNEP                   | 2× Platino    | 200 000             | [ 85 ] |
| Islandia       | FHF                    | —             | 3 606               | [ 86 ] |
| Italia         | FIMI                   | Platino       | 50 000              | [ 87 ] |
| Países Bajos   | NVPI                   | Platino       | 37 200              | [ 88 ] |
| Nueva Zelanda  | RMNZ                   | 3× Platino    | 45 000              | [ 89 ] |
| Polonia        | ZPAV                   | 3× Platino    | 60 000              | [ 90 ] |
| Portugal       | AFP                    | 2× Platino    | 14 000              | [ 91 ] |
| Suecia         | GLF                    | 2× Platino    | 60 000              | [ 92 ] |
| Suiza          | IFPI Suiza             | Oro           | 10 000              | [ 93 ] |
| Reino Unido    | BPI                    | Platino       | 300 000             | [ 94 ] |

## Historial de lanzamiento
| Región | Fecha              | Formatos                                                       | Edición  | Discográfica        | Ref.   |
| ------ | ------------------ | -------------------------------------------------------------- | -------- | ------------------- | ------ |
| Varios | 17 de mayo de 2024 | Casete CD descarga digital streaming vinilo caja recopilatoria | Estándar | Darkroom Interscope | [ 27 ] |